# The Dawn Wall
Pour plus de détails, voir Fiche technique et Distribution.
The Dawn Wall est un film documentaire austro-américain réalisé par Josh Lowell et Peter Mortimer sorti en 2017. Il traite de la tentative d'escalade libre d'une paroi rocheuse d'El Capitan, en Californie, par Tommy Caldwell et Kevin Jorgeson.